# Xa lộ Liên tiểu bang 84 (Pennsylvania–Massachusetts)
Xa lộ Liên tiểu bang 84 (tiếng Anh: Interstate 84 hay viết tắt là I-84) là một xa lộ liên tiểu bang kéo dài từ Dunmore, Pennsylvania (gần Scranton) tại một nút giao thông khác mức với Xa lộ Liên tiểu bang 81 đến Sturbridge, Massachusetts tại một nút giao thông lập thể với Xa lộ thu phí Massachusetts (Xa lộ Liên tiểu bang 90). Cũng có một Xa lộ Liên tiểu bang 84 riêng biệt nằm trong vùng Tây Bắc Hoa Kỳ.

## Mô tả xa lộ
|           | dặm    | km     |
| --------- | ------ | ------ |
| PA        | 54,55  | 87,79  |
| NY        | 71,79  | 115,53 |
| CT        | 97,90  | 157,55 |
| MA        | 8,15   | 13,12  |
| Tổng cộng | 232,39 | 374,00 |

### Pennsylvania
Xa lộ Liên tiểu bang 84 bắt đầu trong tiểu bang Pennsylvania tại Xa lộ Liên tiểu bang 81 trong Dunmore, Pennsylvania, một khu ngoại ô phía đông của thành phố Scranton. Hai dặm đầu tiên (3 km) nó chạy trùng với Xa lộ Liên tiểu bang 380. Hai xa lộ tách nhau tại vùng đồi miền quê nằm bên ngoài thành phố. Khi đó I-380 đi hướng đông nam qua Poconos và I-84 tiếp tục theo hướng đông vào Quận Wayne và Pike. Đoạn qua Pennsylvania là đoạn duy nhất của I-84 dùng số lối ra dựa vào mốc dặm; đoạn này bắt đầu thay thế số lối ra dựa theo thứ tự vào năm 2001.
Đoạn đường trong tiểu bang Pennsylvania có dân số thưa thớt, không có khu định cự lớn nào nằm trên hay gần xa lộ I-84. Tuy nhiên nó tạo lối đến các khu giải trí ngoài trời ưa thích như Hồ Wallenpaupack và Công viên Tiểu bang Promised Land. Phần đất riêng chưa sử dụng của xa lộ rất rộng với một dải đất trung tâm phân cách giữa hai chiều xe khi xa lộ đi qua khu vực rừng rậm nông thôn, trừ các khu vực đầm lầy tại miền nam Quận Wayne. Phát triển duy nhất dọc theo đoạn đường xa lộ đi qua tiểu bang Pennsylvania là nơi Quốc lộ Hoa Kỳ 6 và Quốc lộ Hoa Kỳ 209 bắt đầu chạy chạy song song sát nhau và tạo thành một dải đất thương mại nằm ở phía nam Matamoras ngay phía tây Sông Delaware.

### New York
I-84 vào tiểu bang New York bằng cách Sông Delaware và Sông Neversink trên một cây cầu dài ở phía nam thành phố Port Jervis, đây là khu định cư đầu tiên gần xa lộ. Dặm đầu tiên của xa lộ trong tiểu bang New York chạy dọc theo ranh giới tiểu bang New Jersey, sau đó uốn cong lên phía bắc để lên đỉnh Shawangunk và đi qua Quận Orange là nơi nó hình thành một cạnh của "tam giác vàng" phân phối với NY 17 (I-86 tương lai) và New York State Thruway (I-87). I-84 gồm có Cầu Newburgh–Beacon bắt qua Sông Hudson tại thành phố Newburgh.
Phía đông cầu và thành phố Beacon, I-84 tiếp tục theo hướng đông đi ngang qua Quận Dutchess, bắt đầu quay về hướng nam trong các khu vực núi non ở phía đông Xa lộ Công viên Tiểu bang Taconic và vào trong Quận Putnam. Tại Brewster nơi Xa lộ Liên tiểu bang 684 đi hướng nam đến Thành phố New York, xa lộ quay về hướng đông của nó để vào tiểu bang Connecticut, gần như chạy song song với Quốc lộ Hoa Kỳ 6 và Quốc lộ Hoa Kỳ 202.

### Connecticut

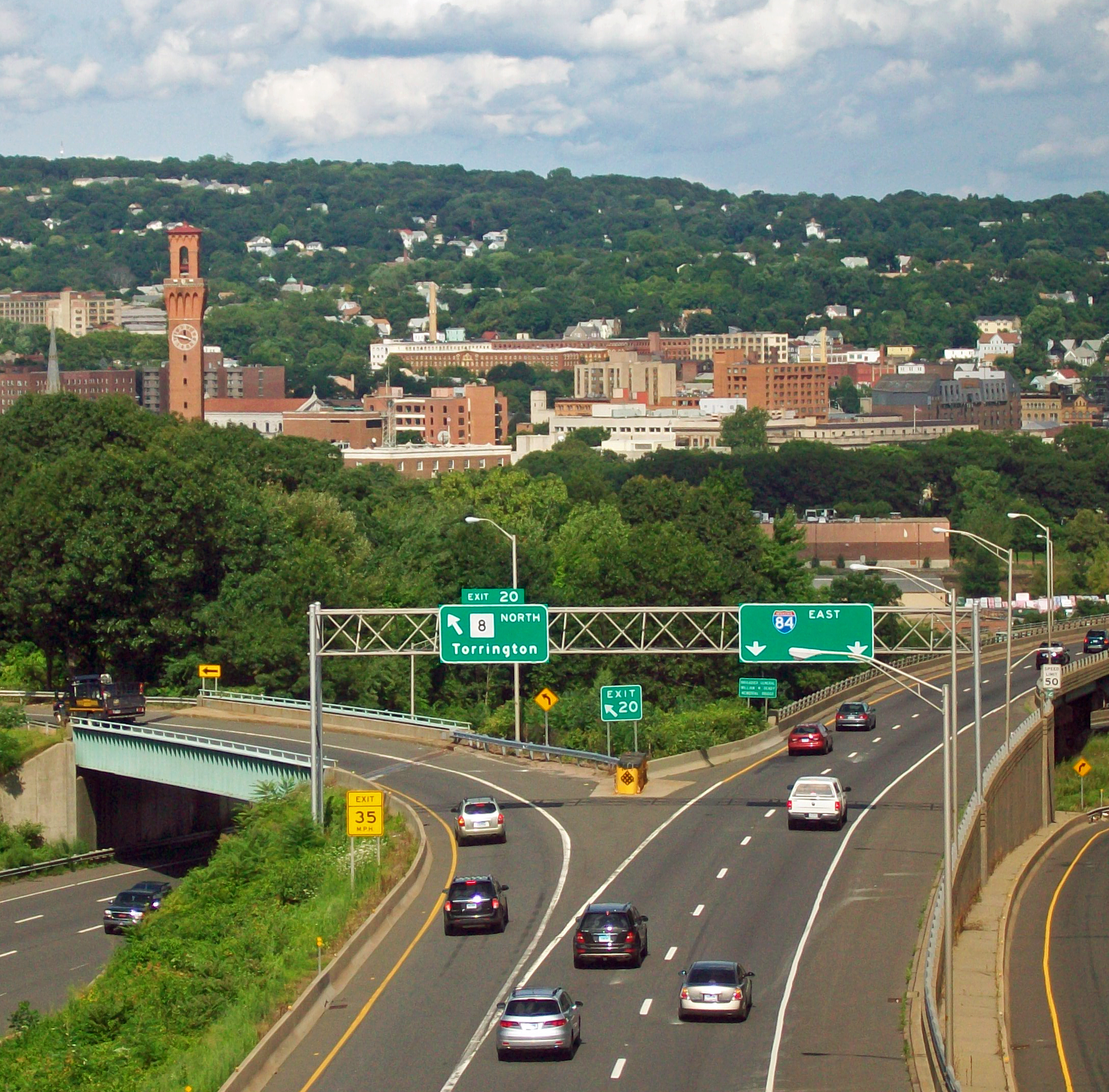
I-84 (nhìn về chiều đi hướng đông) ngay trước đoạn trở thành cầu cạn đi ngang qua phố chính thành phố Waterbury

Lối ra đầu tiên của xa lộ này tại ranh giới tiểu bang là nơi nó đi vào thành phố Danbury. Tại đây xa lộ có tên là Xa lộ cao tốc Yankee. Đi về phía đông hai dặm nơi Quốc lộ Hoa Kỳ 7 từ phía nam gần Trung tâm mua sắm Danbury Fair nhập vào, I-84 quay lên hướng bắc. Tại lối ra tiếp theo, các Quốc lộ 6 và Quốc lộ 202 nhập vào I-84.
Bốn xa lộ trùng kết thúc sau 3 dặm (4,8 km) chạy trùng nhau khi Quốc lộ 7 và 202 tách khỏi đi về phía bắc đến New Milford. Quốc lộ 6 rời xa lộ liên tiểu bang I-84 tại lối ra kế tiếp. I-84 tiếp tục hướng đông đi qua vùng nông thôn. Tại lối ra 11, nó quay sang hướng đông bắc và hạ thấp xuống để đi qua Sông Housatonic bằng Cầu Rochambeau vào Quận New Haven, sau đó chạy lên vùng đất cao đến thành phố Waterbury. Tại đây xa lộ cao tốc CT 8 giao cắt với nó.
Xa lộ tiếp tục hướng đông qua Waterbury đến Milldale nơi Xa lộ Liên tiểu bang 691 tách ra đi về hướng đông. Đoạn này có nhiều lối ra, lối vào và đường cong gắt nằm bên tay trái, được xây dựng cho một hệ thống đã dự định gồm các xa lộ cao tốc. I-84 đi hướng đông bắc về New Britain và Hartford, thủ phủ tiểu bang và cộng đồng lớn nhất dọc theo đoạn đường phía đông của nó. Sau khi giao cắt với Xa lộ Liên tiểu bang 91, xa lộ qua Sông Connecticut bằng Cầu Bulkeley, cầu xưa nhất trong Hệ thống Xa lộ Liên tiểu bang. Sau đó xa lộ trở thành Xa lộ Wilbur Cross và tiếp tục đi về hướng đông bắc.
Lối ra cuối cùng tại tiểu bang Connecticut là lối ra 74. I-84 qua ranh giới tiểu bang Massachusetts tại thị trấn Union.

### Massachusetts
Xa lộ Wilbur Cross tiếp tục trên Xa lộ Liên tiểu bang 84 sau khi xa vượt qua ranh giới tiểu bang. Trong một đoạn đường ngắn (khoảng 82 mét chiều đi hướng đông và 183 mét chiều đi hướng tây), xa lộ đi qua thị trấn Holland trong Quận Hampden trước khi vào Sturbridge trong Quận Worcester cho phần còn lại chiều dài của nó. I-84 chỉ có 3 lối ra trong tiểu bang Massachusetts trước khi kết thúc tại Xa lộ Liên tiểu bang 90 (cũng là Xa lộ thu phí Massachusetts). I-84 kết thúc tại Lối ra 9 của I-90 mà nằm trong thị trấn Sturbridge, khoảng 7,7 dặm (12,4 km) bên trong tiểu bang. Đoạn đường trong tiểu bang Massachusetts là đoạn đường ngắn nhất trong 4 tiểu bang mà xa lộ đi qua.

## Mối quan hệ với I-86
Đoạn đường của I-84 giữa thị trấn East Hartford, Connecticut (tại điểm giao cắt ngày nay với Xa lộ Liên tiểu bang 384) và thị trấn Sturbridge, Massachusetts (Xa lộ Liên tiểu bang 90) có một thời được cắm biển dấu là Xa lộ Liên tiểu bang 86 (không có liên quan với Xa lộ Liên tiểu bang 86 ngày nay nằm trong tiểu bang New York và tiểu bang Pennsylvania).

## Các xa lộ phụ
Xa lộ Liên tiểu bang 484 được đề xuất xây dựng bên dưới phố chính thành phố Hartford (kết nối với Xa lộ Liên tiểu bang 91), nhưng xa lộ này chưa bao giờ được hoàn thành.